# Port lotniczy Kajenna-Félix Eboué
Port lotniczy Kajenna–Félix Eboué (fr. Aéroport de Cayenne – Félix Eboué, do 2012: Port lotniczy Cayenne-Rochambeau)– największy port lotniczy Gujany Francuskiej, zlokalizowany w stolicy – Kajennie.
Od 2012 lotnisko nosi imię Félixa Éboué

## Linie lotnicze i połączenia
| Linia lotnicza             | Kierunek                                                                                   |
| -------------------------- | ------------------------------------------------------------------------------------------ |
| Air Caraïbes               | 1. Paryż-Orly                                                                              |
| Air France                 | 1. Belém 2. Martynika 3. Pointe-à-Pitre Sezonowo: 1. Paryż-Charles de Gaulle 2. Paryż-Orly |
| Air Guyane Express         | 1. Camopi 2. Grand Santi 3. Maripasoula 4. Saint-Laurent-du-Maroni 5. Saul                 |
| Sky High Aviation Services | 1. Santo Domingo-Las Américas                                                              |